# De moeder Gods
Bogurodzica (De moeder Gods) is een compositie van de Pool Wojciech Kilar voor gemengd koor en symfonieorkest. De titel en tekst is ontleend aan een oude Poolse hymne, die gezongen werd in tijden van oorlog en vrede. De Moeder Gods maakt deel uit van een officieuze drieluik met Angelus en Exodus

## Compositie
Het eendelig werk leest als een fantasie en kent een aantal stemmingswisselingen. Het begint met een solo op de kleine trom, die als het ware voorbij marcheert. De tweede inzet is wederom voor de kleine trom, nu begeleid door de pauken, waardoor het een extra lading krijgt. Het slagwerk eindigt abrupt en na een enkele tel zingt /schreeuwt het koor onder begeleiding van het orkest de begintekst. De totale muziek (koor en orkest) blijft gedurende het hele werk heen en weer slingeren tussen rust en harmonie met unisono-passages aan de ene kant en dreiging en dissonantie met chaos aan de andere kant. Aan het slot komen de marcherende troms weer voorbij.

## Tekst
De tekst is afkomstig uit een hymne uit eind 13e of vroeg 14e eeuw; het eerste gedrukte exemplaar uit de 15e eeuw bevindt zich in een bibliotheek te Krakau. De tekst is opgenomen in De geschiedenis van literatuur in onafhankelijk Polen 975-1795 van Ignatius Chrzanowski.

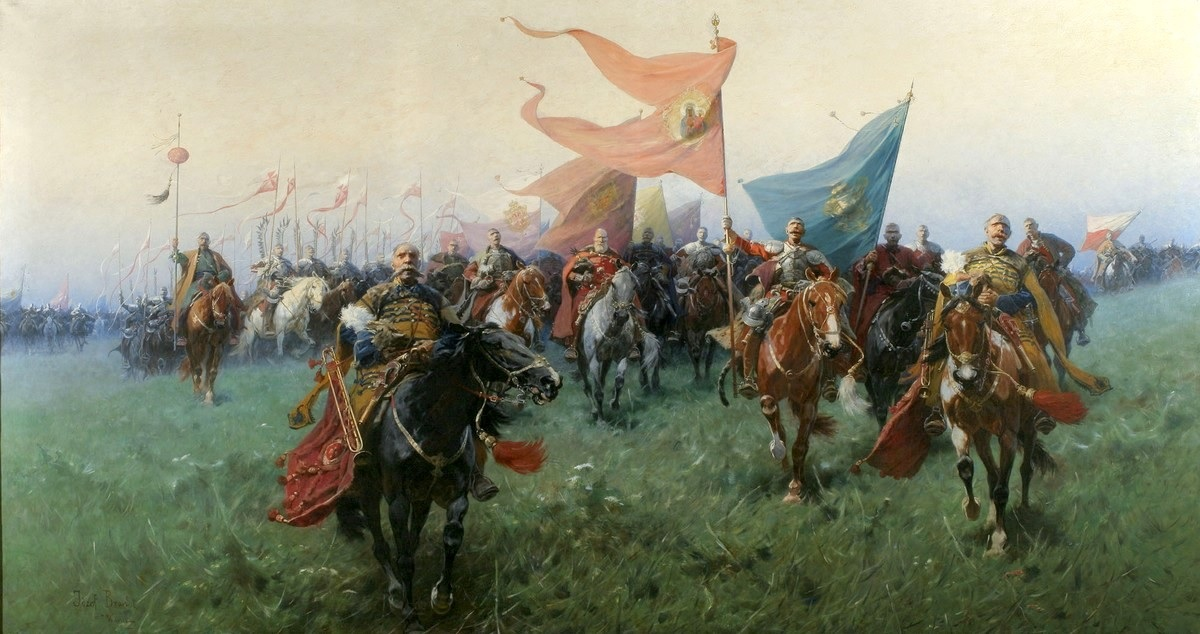
Soldaten die de Bogurodzica zingen voor zij ten strijde trekken. Schilderij van Józef Brandt.

### Poolse tekst
Bogurodzica dziewica, Bogiem sławiona Maryja! Twego Syna Gospodzina, Matko zwolena Maryja,
Zyszczy nam, spuści nam!

Kyrie eleison!

Twego dziela Krzciciele, Bożyce, 

Usłysz głosy, napełn myśli człowiecze!

Słysz modlitwę, jaçżnosimy,

To dać raczy, jegoż prosimy,

A na świecie zbożny pobyt,

Po żywocie rajski przebyt!

Kyrie eleison!

## Orkestratie
- gemengd koor;
- 4 dwarsfluiten; 4 hobos ;4 klarinetten; 4 fagotten;
- 4 hoorns; 4 trompetten; 4 trombones; 1 tuba;
- 6 man slagwerk; 2 harpen; 2 pianos (Quatre mains);
- 12 eerste violen ; 12 tweede violen; 10 altviolen , 10 celli, 10 contrabassen.

## Overig
De eerste uitvoering vond plaats in Warschau, door het Filharmonisch Orkest van Warschau o.l.v. Witold Rowicki.
De hymne is ook door Andrzej Panufnik gebruikt in zijn derde symfonie (1963).

## Bron en discografie
- uitgave Naxos; Filharmonisch Orkest van Warschau o.l.v. Antoni Wit; opname 2002
- Engelstalige tekst
- Uitgave Dux Records: idem opname 1997